# 四四西村

1960年代美軍協防臺灣司令部地圖上的四四西村建築群

現分為甲乙丙三區的忠駝國宅

四四西村位於台灣台北市興雅上車層，位置約為現今基隆路一段、基隆路一段380巷、光復南路及基隆路一段364巷間的矩形地帶。為中華民國國民政府遷台後興建的眷村之一，落成於1951年，居民全為聯勤第四十四兵工廠的軍官及眷屬，因位於四四兵工廠之西，故名四四西村，當地居民多以「西村」稱呼之。
西村房舍主要以木材、竹籬與瓦片所建築而成，型式與一般眷村相同，為一連棟式的平房，一棟10戶、共28棟。早期村內無自來水設施，居民用水多至村口公共水管取水（有統一供水時間）、或至靶場附近的溪邊取水。各戶亦無廁所，僅能藉由村內的公共廁所解決方便問題，生活條件頗為不佳，直至民國50年代才有所改善。
四四西村的居民主體為軍官，不同於四四東村、四四南村由士官、士兵及工人所組成；故中華民國國防部推動眷村改建之時，四四西村列為第一批優先改建的對象。1980年，四四西村正式拆除改建。1983年國宅落成後，以當年四四兵工廠的聯勤駝徽為名，稱作「忠駝國宅」；忠駝國宅所在之，里名即源自四四西村。